# Kübelesmarkt Bad Cannstatt
Der Kübelesmarkt Bad Cannstatt e.V. ist eine Narrenzunft in Stuttgart-Bad Cannstatt, die 1924 gegründet wurde und seit 1955 Mitglied in der Vereinigung Schwäbisch-Alemannischer Narrenzünfte (VSAN) ist.

## Organisation
Dem Verein steht der Küblerrat vor, dem 13 Mitglieder angehören und der vom Oberkübler geleitet wird. Der Verein hat folgende Abteilungen: Felben, Spielmannszug, Tanzgarde, Waschweiber, Trotzblech, D'Scheureburzler, Küblermusikanten, Mondlöscher, Trachtengruppe, Schwerttanzgruppe, Küblerbüttel und Geizig.

## Geschichte
Im Zuge der Reformation war die Volksfastnacht in Cannstatt von den reformierten württembergischen Herzögen im 16. Jahrhundert unterdrückt.
1853 gab es den ersten nachgewiesenen Narrenumzug in Cannstatt. Die Narren traten damals in Bauerntracht auf.

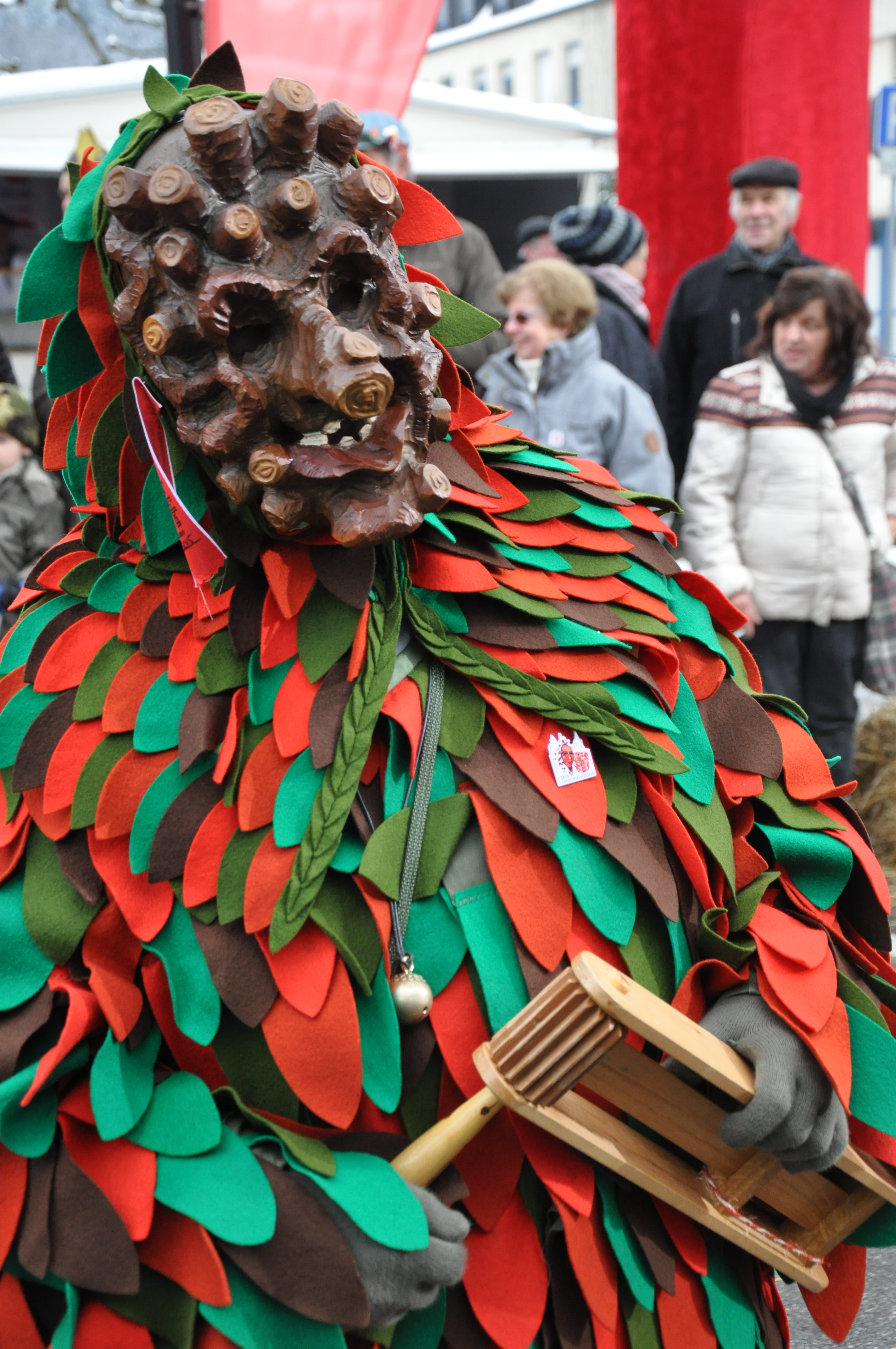
Felbe

In den 1920er Jahren gab Gustav Schmid, der damalige Wirt des Kursaals in Bad Cannstatt Fastnachtsbälle. 1924 richteten der Volksschauspieler Albert Hofele und der Kunstmaler Hermann Metzger einen Ball aus unter dem Motto Mit dem Zeppelin zum Mond. 1925 gründeten diese drei Männer den Fastnachtsverein Kübelesmarkt, der den Ball 1925 ausrichtete. Mit der Verkleidung erinnerte man an die Bauerntracht vom Narrenumzug 1853. An diese Tracht erinnert auch die heutige Tracht der Kübler.
Der Name Kübler leitet sich her von den Fassherstellern im Weinort Bad Cannstatt.
Der Narrenumzug beim Treffen der VSAN 1992 in Bad Cannstatt war der erste Umzug der schwäbisch-alemannischen Fastnacht, der im Fernsehen (Süddeutscher Rundfunk und Südwestfunk) übertragen wurde. Er sollte eine Art Wiedergutmachung der Medien sein für die ausgefallenen Umzüge 1991 infolge des Zweiten Golfkriegs. Das war der Beginn der Fernsehübertragungen von Umzügen aus der schwäbisch-alemannischen Fastnacht.
2009 fand das Europäische Narrenfest in Bad Cannstatt  mit 3800 Narren aus 11 Ländern und 47 Zünften statt.
Vom 17. bis 19. Januar 2020 richtete der Kübelesmarkt zum dritten Mal in seiner Vereinsgeschichte das Große Narrentreffen der Vereinigung Schwäbisch-Alemannischer Narrenzünfte aus.

## Figuren
Die Tracht der Kübler besteht aus einer langen schwarzen Hose, einem weißen Hemd, einer roten Weste und einer schwarzen Jacke, die allerdings erst später dazu kam. Der Küblerhut ist mit einer langen Fasanenfeder geschmückt.
Die Felben haben eine Lindenholzmaske und ein Blätzlehäs mit roten, grünen, braunen und orangen Blätzle. Sie sollen Neckarweiden darstellen und erinnern an eine Begebenheit von 1848. Die Bürgerwehr war ausgerückt und vermutete am Neckarufer französische Soldaten. Als der Nebel sich auflöste, waren es nur Weiden.

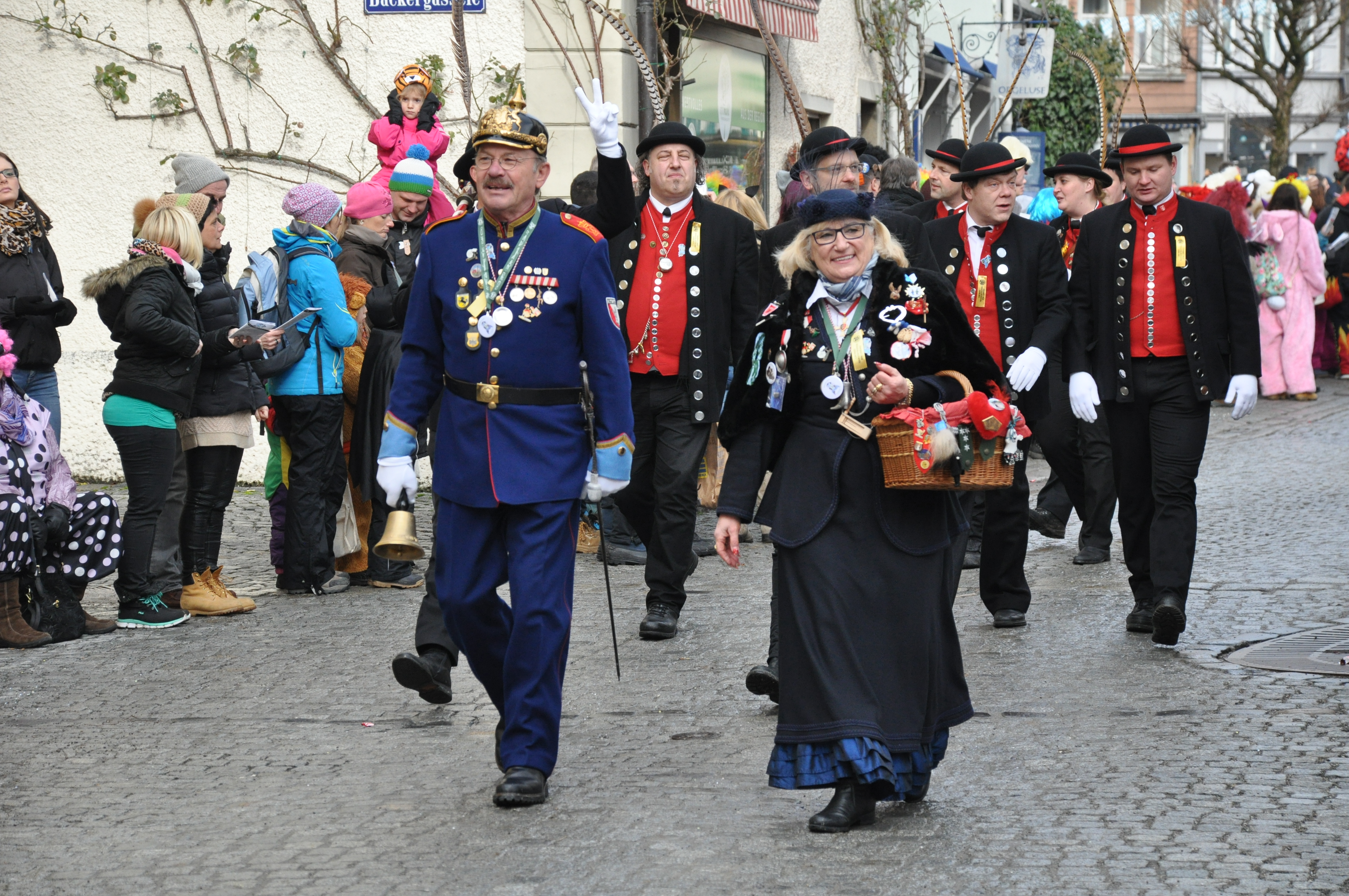
Küblerbüttel und Narrenmutter 2016

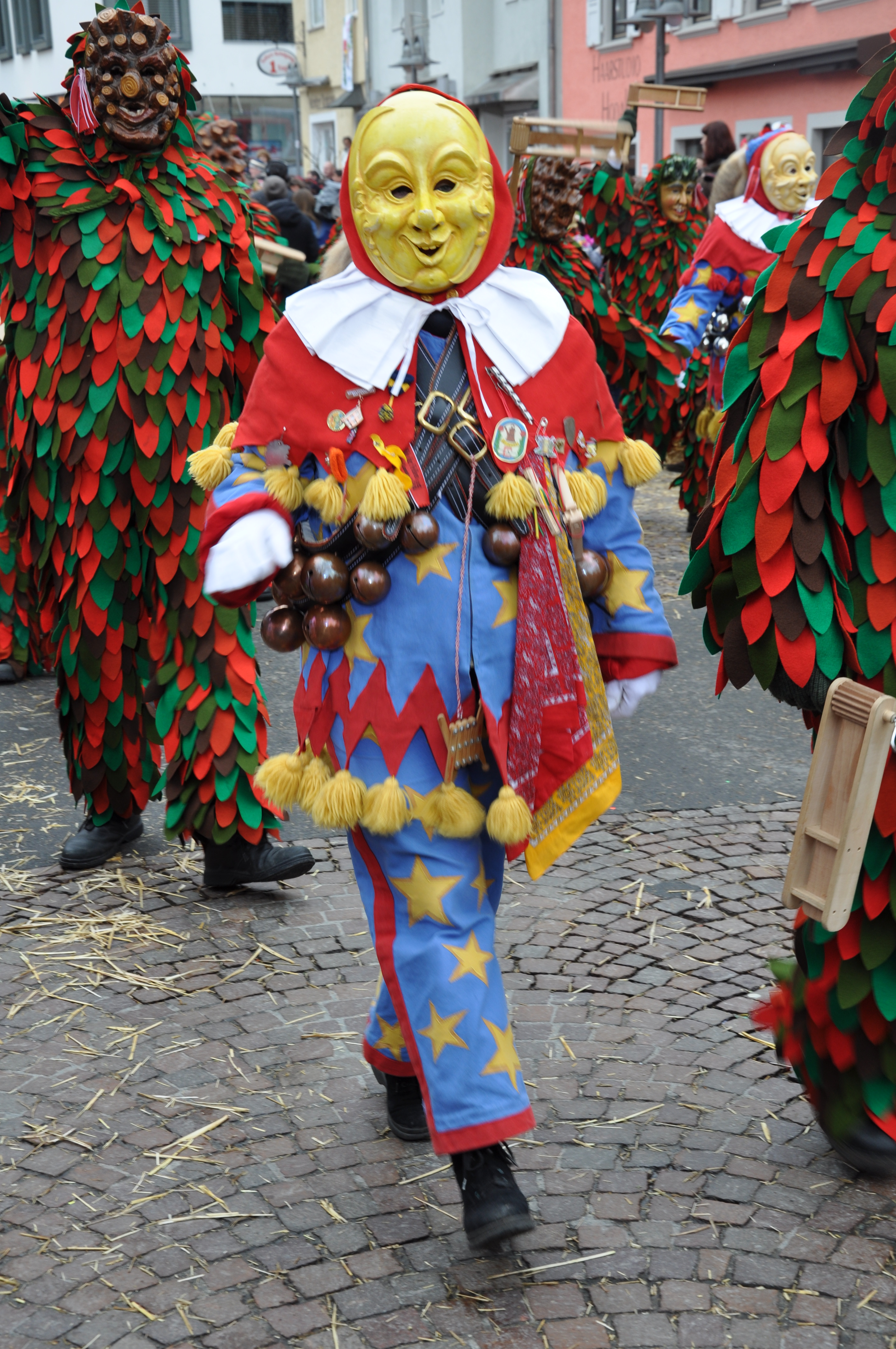
Mond

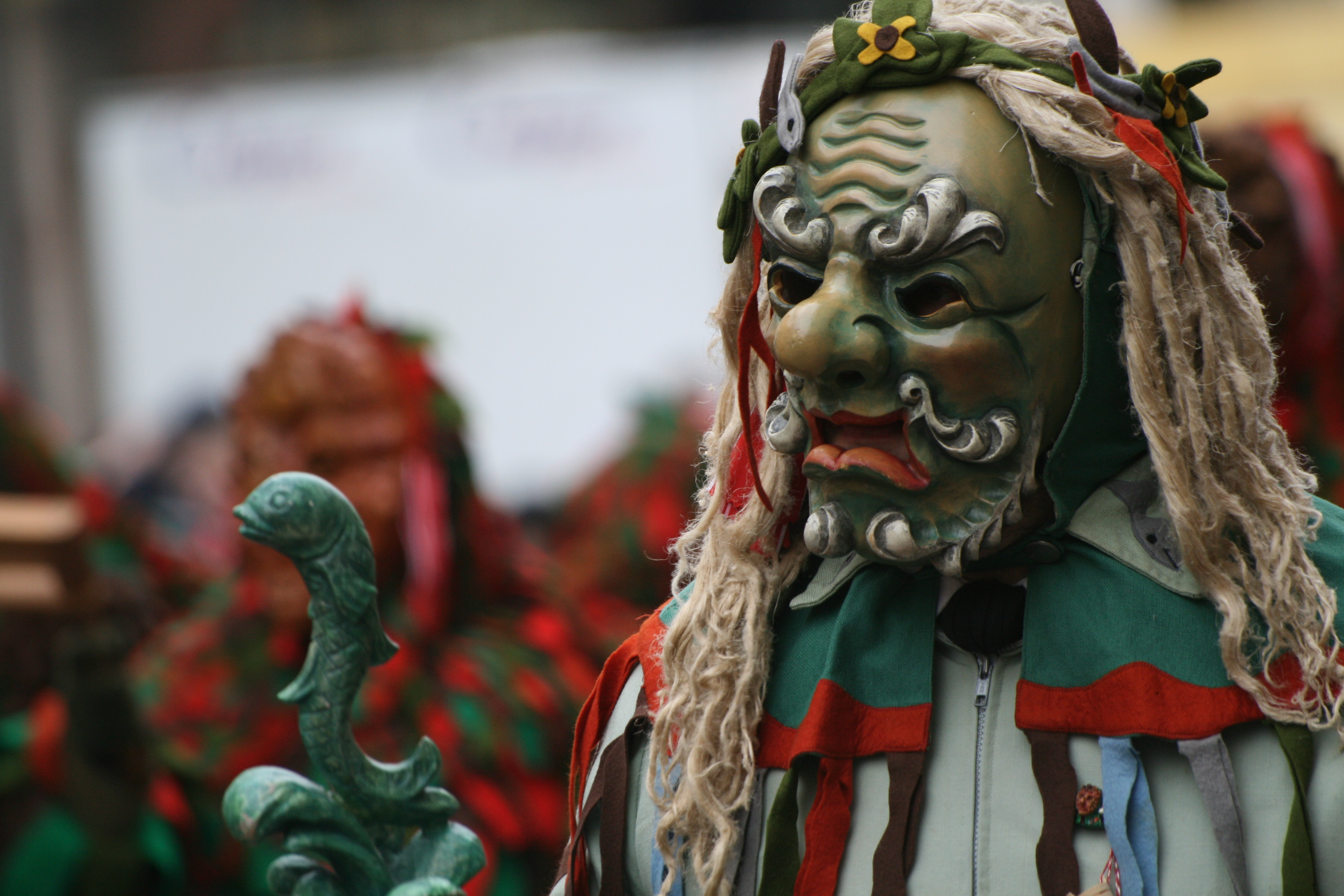
Brunnengeist

Die Mondlöscher tragen alte Feuerwehruniformen und führen eine historische Feuerwehrspritze mit. Sie erinnern an eine Begebenheit, als einige Zechbrüder die Feuerwehr alarmiert hatten, weil sie meinten, dass die Kirche in Flammen steht. Aber es war nur der Mond, der sie nun seit 1991 als Maske begleitet. Seine Maske stellt von vorne den Vollmond, von der Seite den Halbmond dar.
Der Brunnengeist ist eine Einzelfigur und hat ein Häs mit Schilf- und Fischapplikationen. Die Holzmaske im barocken Stil ist von einer Hanfperücke umgeben. Er erinnert an die Mineralwasservorkommen in Bad Cannstatt. Ihn begleitet die Narrenmutter, die den Narrensamen, die Kinder, betreut.

## Bräuche und Veranstaltungen
- Am Morgen des 6. Januar treffen sich die Kübler zum Maskenabstauben von Felbenkopf und Mond. Anschließend wird der Brunnengeist am Jakobsbrunnen aus den Tiefen der Mineralquellen geweckt. Anschließend werden die neu in die Zunft aufgenommenen Narren getauft, indem sie durch ein Spalier laufen müssen und mit Wasser begossen werden. Anschließend erhalten sie Zeugnis und Maske und sind vollwertiges Mitglied der Zunft.
- Der Schmotzige Donnerstag ist der Höhepunkt der Cannstatter Straßenfastnacht. Am Morgen findet der Närrische Wochenmarkt statt. Am frühen Abend stürmen die Narren das Rathaus und erhalten vom Bürgermeister den Rohrtrunk. Schon im Mittelalter durften die männlichen Bürger der Stadt nach der Entrichtung des Zehnten mit einem langen Rohr so viel Wein trinken "als ihm bekömmlich" ist.  Am Abend ziehen die Narren mit dem Hemdglonckerzug Richtung Marktplatz, wo das Kübelesrennen stattfindet. Die Mannschaft, die am schnellsten ihren Waschkübel über den Hindernisparcour geschoben hat, wird zum Sieger gekürt. Anschließend wird auf dem Marktplatz und in den Gaststätten weitergefeiert.
- Am Fasnachtssamstag findet der Küblerball im Kursaal Bad Cannstatt statt.
- Am Fastnachtssonntag wird am Neckarufer die Felben-Sage nachgespielt.
- Am Fastnachtsmontag sind die Schnurrgruppen unterwegs in Cannstatts Gaststätten.
- Am Fastnachtsdienstag findet mittags um 12 Uhr das Geizigrufen der Kinder in der Altstadt statt. Mit dem Geizig zusammen ziehen die Kinder von Geschäft zu Geschäft und fordern die Geschäftsleute auf, ihnen etwas zu schenken: „Geizig, geizig, geizig isch der Bäck. Und wenn er net so geizig wär, no gäb er au a paar Brezla her!“ Außerdem gibt es den Kinderumzug der Kindergärten und Schulen.  Abends um sieben Uhr führen die Schwerttänzer ihren Tanz vor dem alten Rathaus auf. Sie tragen weiße Gewänder mit roten Schärpen und rote Baretts. Ein Narr mit Spitzhut und rußgeschwärztem Gesicht begleitet sie. Der Tanz wird erst seit einigen Jahren aufgeführt, orientiert sich aber am Schwerttanz des 16. Jahrhunderts. Höhepunkt des Tanzes ist die symbolische Tötung des Narren, des "Gottesleugners" und seine Wiedererweckung als "Bekehrter".  Um Mitternacht ziehen die Narren in schwarzen Gewändern zum Rathaus, wo sie "Nehmt Abschied Brüder, ungewiss ist alle Wiederkehr" singen. Auf der Wilhelmsbrücke wird die mitgeführte Strohpuppe aufgehängt, angezündet und anschließend im Neckar versenkt (Fasnetsverbrennsäufung).
- Am Aschermittwoch findet das traditionelle „Volksforellenessen“ statt. Anschließend werden im Erbsenbrunnen die Geldbeutel gewaschen.
- Zwischen Mai und Juni finden jedes Jahr die Cannstatter Mundarttage statt, die der Verein organisiert.[5]
- Ende Juli organisiert der Kübelesmarkt  zusammen mit dem Württembergischen Anglerverein und dem Schwimmverein Cannstatt alle zwei Jahre das traditionelle Fischerstechen auf dem Neckar. Das erste – damals Schifferstechen genannte – Fischerstechen fand 1717 statt. Die Fischer und Schiffer gründeten1718 ihre Zunft, ihre Zunftlade befand sich im Gasthof Goldener Löwen am Holzmarkt. Alle 3 Jahre sollte beim großen Zunfttreffen, am Tag nach Peter und Paul (29. Juni), ein Fischerstechen durchgeführt werden. 1818–1820  fand das Fischerstechen zum Abschluss des neu eingeführten Cannstatter Volksfests am 28. September  statt. Damals waren am Fischerstechen 12 Teilnehmer beteiligt, die im Beisein des württembergischen Königspaares versuchten, ihre Gegner mit Stöcken aus ihren Booten zu stechen. Der Sieger erhielt 20 Dukaten und 6 Medaillen. 10.000 Menschen verfolgten den Wettbewerb. 1883–1887 wurde das Fischerstechen wiederbelebt und durch Feuerwerk und Gondelfahrt bereichert. 1924 bis 1927 und dann 1934 wurde es wieder durchgeführt. 1951 wurde der Kübelesmarkt zusammen mit dem Schwimmverein Cannstatt von der Stadt beauftragt, das Fischerstechen wieder durchzuführen. Aufgrund der schlechten Wasserqualität des Neckars wurde der Wettbewerb aber wieder eingestellt. Erst 1983 konnte er wieder aufgenommen werden, da sich die Wasserqualität deutlich gebessert hatte. Seitdem findet das Fischerstechen alle zwei Jahre statt.[6]

## Links
- Website der Narrenzunft Kübelesmarkt